# Peter Withe
Peter Withe (* 30. srpna 1951 Liverpool) je bývalý anglický fotbalista, který hrál v letech 1971 až 1990 nejčastěji na pozici středního útočníka. Vynikal důrazem v hlavičkových soubojích.
V roce 1975 vyhrál s klubem Portland Timbers North American Soccer League. V roce 1978 získal s Nottinghamem titul ve Football League First Division, EFL Cup a Community Shield. Během působení v Newcastle United FC byl v letech 1979 a 1980 vybrán do nejlepší jedenáctky druhé nejvyšší soutěže, v roce 1980 přestoupil do prvoligové Aston Villy. Pomohl jí k mistrovskému titulu v roce 1981, kdy vstřelil dvacet branek a dělil se se Stevem Archibaldem z Tottenhamu o korunu krále střelců. V roce 1981 získal s Aston Villou také Community Shield. Podílel se na největším úspěchu v historii klubu, když vyhrál Pohár mistrů evropských zemí 1981/82, kde ve finále proti Bayernu vstřelil jediný gól utkání. V roce 1982 získal s Aston Villou také Superpohár UEFA.
Celkově odehrál za Aston Villu 182 prvoligových zápasů a vstřelil v nich 74 branek. Kariéru zakončil v klubu Huddersfield Town AFC, který v té době hrál třetí ligu.
V anglické reprezentaci odehrál v letech 1981–1984 jedenáct mezistátních utkání, jedinou branku vstřelil v utkání kvalifikace ME 1984 proti Maďarsku. Byl členem týmu na mistrovství světa ve fotbale 1982, kde však do žádného zápasu nenastoupil.
Po ukončení hráčské kariéry působil jako trenér, s reprezentací Thajska vyhrál AFF Championship v letech 2000 a 2002.